# 濱田茉優
濱田 茉優（はまだ まゆ、1995年9月7日 - ）は、大阪府八尾市出身の日本の女子プロゴルファーである。所属は伊藤園。

## 経歴
大阪学院大学高等学校卒業。
祖母の勧めで、8歳からゴルフを始める。
アマチュア時代の主な成績として2013年1月の「朝日新聞杯関西高等学校ゴルフマッチプレー選手権」（女子の部）優勝、同年5月の「大阪府高等学校ゴルフ選手権大会」（女子の部）優勝等がある。
高校卒業後の2014年に日本女子プロゴルフ協会（JLPGA）のプロテストに挑戦するが1次で脱落。
2015年、ココパリゾートクラブ白山ヴィレッジGC所属としてJLPGA最終プロテストに進出し、18位タイで合格。JLPGA87期生となる。
2016年3月から井上忠久に師事。
2018年は前年の年間獲得賞金ランキング（賞金ランク）52位で、JLPGAツアー前半戦の出場資格を獲得。その後「第1回リランキング」12位、「第2回リランキング」9位と年間を通して出場資格を与えられ、最終的に賞金ランク35位で自身初のシード入り。
2019年から伊藤園所属。同年3月8日「ダイキンオーキッドレディスゴルフトーナメント」2日目において、同年1月1日から発効したルールの1つであるボールの捜索時間は3分以内（旧ルールでは5分）に基づき、3分を超えて発見されたボールをあるがままにプレーしたとして「誤球」により濱田が失格となった。翌日、失格理由が「誤所からのプレーの重大な違反」に変更された。同年も初優勝とはならなかったが、賞金ランク50位で2年連続のシード入りを果たした。
2023年は2戦を残した状況で、翌年のシード権にギリギリ届かないメルセデス・ランキング51位に位置していた。その後「伊藤園レディスゴルフトーナメント」で22位タイとなり、ランキングを50位に浮上させた。「大王製紙エリエールレディスオープン」では予選落ちとなるも獲得ポイントの446.01点は51位堀琴音の445.66点をわずか0.35点上回り、来季シード権が確定した。